# John Adam Hugo
John Adam Hugo   (Connecticut i Bridgeport, 5 de gener de 1873 - Bridgeport, 29 de desembre de 1945) fou un compositor estatunidenc.
Estudià en el Conservatori de Stuttgart, i es donà conèixer com a pianista arreu d'Alemanya, Anglaterra i Itàlia, retornant als Estats Units el 1899. Aquest mateix any fou nomenat professor de piano del Conservatori de Baltimore, i des de 1906 es dedicà a l'ensenyança particular en aquesta ciutat.
Entre les seves composicions hi figuren les òperes The Heros of Byzanz i The Temple Dancer; una simfonia, dos concerts i altres moltes peces per a piano i melodies vocals.